# Belagerung von Berwick (1333)
Schlachten des Ersten Schottischen Unabhängigkeitskrieges

Berwick – Dunbar – Stirling Bridge – Falkirk – Roslin – Stirling Castle – Methven – Dalry – Glen Trool – Loudoun Hill – Inverurie – Brander – Perth – Bannockburn – Berwick – Berwick – Myton – Byland – Weardale
Schlachten des Zweiten Schottischen Unabhängigkeitskrieges

Kinghorn – Dupplin Moor – Annan – Berwick – Halidon Hill – Boroughmuir – Culblean – Neville’s Cross
Die Belagerung von Berwick war eine Schlacht während des Zweiten Schottischen Unabhängigkeitskriegs. Ab März 1333 belagerte eine englische Armee Berwick an der Grenze zwischen England und Schottland, ehe sich die schottische Besatzung am 20. Juli ergab.

## Vorgeschichte
Im Sommer 1332 war Edward Balliol, der Sohn des 1296 abgesetzten schottischen Königs John Balliol, mit Hilfe einer Armee der sogenannten Enterbten in Schottland eingefallen, um das Land zu erobern. Im September wurde Balliol zum schottischen König gekrönt, doch im Dezember von Anhängern des minderjährigen Königs David II. in einem Gefecht bei Annan geschlagen. Balliol konnte nur knapp nach England entkommen. Der englische König Eduard III. begann nun offen, Balliol zu unterstützen. Nach dem Ende eines Parlaments in York begannen am 30. Januar 1333 die Vorbereitungen für einen englischen Feldzug nach Schottland. Diese Vorbereitungen wurden im März damit begründet, dass sie zur Abwehr eines schottischen Angriff dienen würden.
Die Befestigungen von Berwick waren während der Herrschaft von Eduard II. neu errichtet worden. Nach der Eroberung der Stadt durch die Schotten 1318 hatte König Robert I. die Befestigungen der Stadt im Gegensatz zu anderen südschottischen Festungen verstärken lassen. Dadurch war zwar die wirtschaftlich Bedeutung der Stadt gesunken, doch der Besitz von Berwick war nun sowohl für die Engländer wie für die Schotten eine Frage der Ehre. Damit wichen die Schotten von ihrer bisherigen Taktik ab, englischen Invasionen auszuweichen und den Angreifern nur verbrannte Erde zu hinterlassen. Die Verteidiger von Berwick begannen deshalb im Februar 1333 mit Vorbereitungen zur Abwehr eines englischen Angriffs. Sie verstärkten die Befestigungen und waren entschlossen, eine Belagerung der Stadt abzuwehren. Der Kommandant von Berwick Castle war Patrick Dunbar, 8. Earl of Dunbar, während Sir Alexander Seton die Verteidigung der Stadt leiten sollte.

## Beginn der Belagerung durch Balliol
Balliol überquerte Anfang März 1333 mit seinen Unterstützern und mehreren englischen Magnaten die Grenze und fiel Mitte März in Roxburghshire ein. Ohne große Schwierigkeiten eroberte er Oxnam, eine Festung von Robert Colville. Nachdem seine Truppen die Umgebung geplündert hatten, zog Balliol weiter nach Berwick, wo er mit der Belagerung der Stadt begann. Die Belagerer errichteten ein befestigtes Lager vor der Stadt, dazu zogen sie einen Graben um die Landseite der Stadt, um zu verhindern, dass Nachrichten oder Nachschub die Stadt von Land her erreichen konnten. Zu ihrer Versorgung unternahmen sie Raubzüge in das Hinterland von Berwick, unter anderem nach Haddington. Dazu blockierten mehrere englische Schiffe den Hafen von Berwick. Am 24. März befahl Balliol die Anfertigung von zwei Belagerungsmaschinen. Vermutlich setzten die Belagerer auch frühe Feuerwaffen ein, doch vor allem der Beschuss durch Katapulte soll in der Stadt schwere Zerstörungen angerichtet haben.

## Schottische Raubzüge nach England zur Entlastung von Berwick
Nach dem Beginn der Belagerung durch Balliol im März 1333 unternahmen die Schotten einen Raubzug nach Northumberland, von dem sie nahezu unbehelligt mit ihrer Beute zurückkehren konnten. Am 22. März fiel der Guardian Archibald Douglas in Cumberland ein und plünderte Gilsland. Diese Angriffe bewegten die Belagerer aber nicht zum Abbruch der Belagerung. Allerdings führten nordenglische Barone einen Vergeltungsangriff nach Dumfriesshire, während Eduard III. die schottischen Angriffe als Vorwand für seinen geplanten Feldzug benutzte.

## Der Aufmarsch des englischen Heeres
Eduard III. befahl seine Truppen für den 18. April nach Newcastle. Dazu ließ der König große Mengen an Proviant für sein Heer nach Nordengland schaffen. Am 17. April traf Eduard III. in Newcastle ein. Zum Kommandanten der englischen Flotte war am 6. April John Perbroun ernannt worden, der bereits 1327 als Admiral gedient hatte. Da aber durch den Transport der Lebensmittel bereits zahlreiche Schiffe gebunden waren, standen Perbroun nur wenige Kriegsschiffe zur Verfügung.
Von Newcastle zog Eduard III. nach Norden. Am 9. Mai war er in Tweedmouth, das am südlichen Ufer des Tweed gegenüber von Berwick liegt. Königin Philippa, die ihn nach Nordengland begleitet hatte, bezog im sicheren Bamburgh Castle Quartier. Der König hatte nur einen Teil des Heeres mitgenommen, das sich in Newcastle gesammelt hatte. Zu seinem Heer gehörten vor allem Aufgebote aus Yorkshire, Nottinghamshire, Derbyshire und Lancashire. Der Großteil des Heeres blieb zunächst in Newcastle, wo bis zum 30. Mai auch die englischen Magnaten mit ihrem Gefolge eintrafen, darunter Norfolk, Cornwall, Surrey, Arundel, Warwick und Oxford, die enterbten schottischen Magnaten Atholl und Angus sowie mindestens siebzehn weitere Barone. Die Stärke der englischen Armee kann aber nicht beziffert werden, da die Soldlisten nicht erhalten sind. Bis Mai 1333 hatte der König die Sheriffs von neun englischen Grafschaften sowie die Baronien in Wales und den Welsh Marches aufgefordert, insgesamt 1500 Reiter und 15.000 Fußsoldaten aufzustellen, dazu kamen die Aufgebote aus vier nordenglischen Grafschaften. Dennoch ist unbekannt, wie viele Soldaten wirklich aufgeboten und dann auch nach Schottland gesandt wurden. Im englischen Heer befand sich auch der aus Flandern stammende Militäringenieur John Crab. Er hatte bis 1332 in schottischen Diensten gestanden, ehe er in englische Gefangenschaft geraten war und die Seiten gewechselt hatte. Er hatte zuvor in Berwick gewohnt und die Schotten 1319 bei der Abwehr einer englischen Belagerung tatkräftig unterstützt. Er kannte die Befestigungen der Stadt und vor allem auch deren Schwachstellen.
Der Aufmarsch des englischen Heeres an der schottischen Grenze führte dazu, dass der französische König Philipp VI. zwei Gesandte nach Berwick schickte. Sie sollten den englischen König von einem Angriff auf Schottland abhalten, dass mit Frankreich verbündet war. Die beiden Gesandten erreichten Anfang Juli 1333 Berwick, konnten die Engländer aber nicht zum Abbruch der Belagerung bewegen.

## Fortsetzung der Belagerung und Waffenstillstand
Die Ankunft des englischen Heeres verstärkte ab Mitte Mai den Druck auf die Stadt, die bereits seit über zwei Monaten von Balliols Truppen belagert wurde. Eduard III. hoffte zunächst, die Stadt durch eine Blockade und durch Beschuss zur Aufgabe zu zwingen, doch am 27. Juni unternahmen die Engländer auch einen Sturmangriff von Land und von See aus auf die Stadt. Bei Höchststand der Flut legten die englischen Schiffe an der dem Meer zugewandten Mauerteilen an, und die Besatzungen versuchten, die Mauern zu stürmen. Die Schotten hatten zur Abwehr Reisigbündel vorbereitet, die angezündet und dann auf die Schiffe geworfen werden sollten. Dieses Manöver scheiterte jedoch völlig, denn das Feuer griff auf die Stadt über und zerstörte zahlreiche Häuser. Die Verteidiger baten den englischen König daraufhin um einen Waffenstillstand, den Eduard III. ihnen auch gewährte. Er war bis zum 11. Juli befristet, und im Gegenzug mussten die Verteidiger zusagen, dass sie die Stadt und die Burg übergeben würden, wenn die Stadt nicht bis zum Ablauf des Waffenstillstands entsetzt würde. Zur Absicherung des Waffenstillstands mussten die Schotten zwölf Geiseln stellen. Dieser Waffenstillstand zwang den schottischen Guardian zum Handeln, falls er die Stadt vor einer Eroberung bewahren wollte.

## Schottische Versuche zum Entsatz der Stadt
Nachdem seine Raubzüge im März nach England die Engländer nicht von der Belagerung von Berwick abgelenkt hatten, hatte Archibald Douglas keine neuen Raubzüge mehr unternommen. Er hatte stattdessen ein großes Heer aus allen Teilen Schottlands zusammengezogen, über dessen Stärke es jedoch keine verlässlichen Angaben gibt. Douglas zögerte jedoch weiter, sich den Engländern in offener Feldschlacht zu stellen. Am Morgen des 11. Juli, dem letzten Tag des Waffenstillstands, überquerte die schottische Armee schließlich durch eine Furt bei Yair den Tweed und stand damit auf englischem Gebiet. In vier Marschsäulen zog das schottische Heer am Südufer des Tweed entlang nach Tweedmouth, das niedergebrannt wurde. Die Engländer konnten vom Nordufer aus dem Angriff nur ohnmächtig zusehen. Am Nachmittag des 11. Juli, vermutlich bei Niedrigwasser, gelang es den Schotten, Lebensmittel und Verstärkungen über den Tweed nach Berwick zu schaffen. Sir William Keith, Sir Alexander Gray und Sir William Prendergast gelang es, über die Reste der zerstörten Brücke den Tweed zu überqueren und mit etwa 200 Soldaten nach Berwick zu gelangen. Eine englische Abteilung unter Führung von William Montagu griff die schottischen Soldaten an, konnte aber nicht verhindern, dass der Großteil von diesen die Stadt erreichte. William Keith ersetzte Alexander Seton als Kommandant von Berwick und erklärte, das die Stadt fristgerecht entsetzt worden war, weshalb sie nicht übergeben werden müsse. Am nächsten Tag, am 12. Juli, formierte sich die schottische Armee auf einem Hügel südlich des Tweed. In Sichtweite der Engländer demonstrierte sie ihre zahlenmäßige Stärke. Dann ließen sie dem englischen König Nachrichten zukommen, in denen sie die Verwüstung weiter Teile Nordenglands androhten, falls die Engländer nicht die Belagerung von Berwick aufheben würden. Ein Teil der schottischen Armee zog sogar zum etwa 24 km entfernten Bamburgh Castle, wo sich Königin Philippa aufhielt. Eduard III. vertraute jedoch auf die starken Befestigungen der Burg und setzte die Belagerung von Berwick fort.

## Erneuter Waffenstillstand, Schlacht bei Halidon Hill und Übergabe der Stadt
Die Besatzung von Berwick hatte inzwischen Boten zum englischen König geschickt und ihn aufgefordert, die Geiseln freizulassen, da ein schottischer Entsatz der Stadt erfolgreich war. Eduard III. erkannte dies jedoch nicht an. Als Begründung sagte er, der Entsatz sei nicht von Schottland aus, sondern über den Tweed von England aus erfolgt. Da die Stadt damit nicht bis zum Ablauf des Waffenstillstands entsetzt worden war, forderte er nun die Übergabe die Stadt, andernfalls drohte er mit der Hinrichtung der Geiseln. Als die schottische Besatzung die Übergabe ablehnte, ließ Eduard III. die vornehmste Geisel, Thomas Seton, einen Sohn des früheren Stadtkommandanten vor den Augen seiner Eltern an einem hohen Galgen vor der Stadt hängen. Anschließend befahl der König, dass jeden Tag eine Geisel gehenkt würde, falls Berwick nicht übergeben würde. Daraufhin nahm die schottische Garnison erneut Verhandlungen mit dem englischen König auf. Am 15. Juli schloss der König eine Vereinbarung mit der Garnison der Stadt und eine weitere mit der Garnison der Burg. In diesen Vereinbarungen erklärte er einen weiteren, bis zum 20. Juli befristeten Waffenstillstand. Sollte bis zu diesem Zeitpunkt das schottische Heer auf schottischem Grund die englische Armee besiegt oder 200 weitere schottische men-at-arms die Stadt erreicht haben, würden die Engländer die Belagerung aufheben. Andernfalls würde die Besatzung die Stadt und die Burg am Sonnenaufgang des 20. Juli übergeben. Im Falle einer Übergabe sicherte Eduard III. dem Earl of March, William Keith und den anderen Rittern freien Abzug zu, und auch den Bürgern der Stadt wurde ihr Besitzstand gesichert. William Keith, William Prendergast und Alexander Gray wurde erlaubt, die Stadt zu verlassen und die schottische Armee zu suchen, um ihnen von den Bedingungen des Waffenstillstands zu berichten. Sie fanden die schottische Armee, als sie die Umgebung von Morpeth plünderte. Daraufhin zog die schottische Armee wieder nach Norden, um die englische Armee jenseits des Tweed zur Schlacht zu stellen. Keith war angesichts der zahlenmäßigen Stärke von einem schottischen Sieg überzeugt. Am 19. Juli, einen Tag vor Ablauf der Frist, griff das schottische Heer die Engländer in der Schlacht bei Halidon Hill an. Die Schlacht endete mit einer vernichtenden schottischen Niederlage. Der Guardian Archibald Douglas, fünf Earls und zahllose schottische Soldaten fielen.

## Folgen
Die Strategie, die der schottische Guardian Archibald Douglas verfolgt hatte, hatte sich als katastrophal erwiesen. Als die englischen Belagerer noch schwach waren, hatte er einen Angriff gescheut. Als das Belagerungsheer durch die Truppen des englischen Königs verstärkt worden waren, versuchte Douglas vergeblich, die Engländer durch Raubzüge zum Abbruch der Belagerung zu bewegen. Schließlich war er doch gezwungen, die Engländer in offener Feldschlacht anzugreifen, falls er die Übergabe von Berwick verhindern wollte. Dadurch konnten die Engländer den Ort der Schlacht wählen, und die Schotten erlitten eine vernichtende Niederlage.
Als unmittelbare Folge der Niederlage übergab die schottische Besatzung am nächsten Morgen Burg und Stadt Berwick. Am 12. Juni 1334 verzichtete Edward Balliol als schottischer König in einem in Newcastle geschlossenen Abkommen auf Berwick und weite Teile von Südschottland. Auch wenn die Schotten Balliol 1338 aus Schottland vertreiben und den Großteil der abgetretenen Gebiete zurückerobern konnten, blieb Berwick in englischer Hand.